# 1190 هـ
1190 هـ هي سنة في التقويم الهجري امتدت مقابلةً في التقويم الميلادي بين سنتي 1776 و1777.

## مواليد
- جان جوزيف مارسيل
- يحيى بن المطهر

## وفيات
- محمد الورغي - كاتب، شاعر وفقيه مغربي
- صباح الأول بن جابر الصباح لمشيخة الكويت